# 過田仔北極殿
過田仔北極殿，位於高雄市苓雅區興中二路18號，鄰近高雄捷運三多商圈站，是一間主祀北極玄天上帝的三層樓宮廟，附設啟明社勵善堂、中華道教玄天上帝弘道協會（南區總聯絡處）。重陽節會發放社區六十歲以上的老人禮金、玄天上帝聖誕會布施白米給低收入戶。主祀神明為玄天上帝，自台南市下營北極殿分靈奉拜。

## 奉祀神祇
- 一樓奉祀玄天上帝，陪祀註生娘娘、福德正神、黃虎將軍、中壇元帥、開天炎帝
- 二樓祀奉玄天上帝、酆都三太子、楊府太保、青龍大將軍、黃虎將軍
- 三樓祀奉觀世音菩薩、韋馱護法、伽藍護法

## 歷史
起源於民國二十八年（1939年），北極殿啟明社勵善堂從台南市下營北極殿求得玄天上帝令旗及楊府元帥令牌至高雄市苓雅區過田仔，之後幸得信徒姜林品主動奉獻土地二十一坪做為建廟之所。民國四十七年（1958年）破土興建，民國四十八年（1959年）正式竣工落成。民國七十年（1981年）動工擴建，民國七十二年（1983年）完成三層樓式廟宇。民國壹佰零叁年（2014年）明代湖北省武當山玄天上帝祖庭紫霄宮六百年玄帝神尊曾駐駕高雄市過田仔北極殿。
民國五十八年（1969年）上蒼恩准開設鸞堂，代天宣化，並著勸世寶典六部。
- 第一部「宏揚悟道」
- 第二部「弘毅真傳」
- 第三部「諄恆玉律」
- 第四部「貫通真傳」
- 第五部「禪緣心道」
- 第六部「心海慈航」